# 새소년 (음악 그룹)
새소년은 황소윤, 박현진으로 활동하는 대한민국의 음악 그룹이다.
붕가붕가레코드에서 2016년 결성되어 2017년 6월 싱글 《긴 꿈》을 발표하고 같은 해 10월 앨범 《여름깃》을 발표했다. 2018년 병역 의무 이행을 앞두고 강토와 문팬시가 밴드를 탈퇴했다. 2018년 5월 새 멤버를 영입하고 2019년 10월 신곡 〈집에〉를 발표했다. 현재는 매직스트로베리 사운드 소속이다.
'새소년'이라는 이름은 옛날 타이포그래피를 모은 디자인 서적에서 발견했지만 《새소년》이 어린이잡지인 사실은 몰랐다.

## 구성원
- 황소윤 (보컬, 기타)
- 박현진 (베이스)

## 이전 구성원
- 유수 (드럼)
- 강토 (드럼)
- 문팬시 (베이스)

## 음반 목록

### 앨범
| 제목   | 정보                                                                                   | 가온 앨범 차트 | 판매량 |
| ------ | -------------------------------------------------------------------------------------- | -------------- | ------ |
| 여름깃 | - 발매일 : 2017년 10월 26일 - 레이블 : 붕가붕가레코드 - 포맷 : LP, CD, 디지털 다운로드 | 57             |        |
| 비적응 | - 발매일 : 2020년 2월 18일 - 레이블 : 매직스트로베리 사운드 - 포맷 : 디지털 다운로드   | 13             |        |

### 싱글
| 제목  | 정보                                                                                                 | 가온 앨범 차트 | 판매량 |
| ----- | --- | -------------- | ------ |
| 긴 꿈 | - 발매일 : 2017년 6월 20일 - 레이블 : 붕가붕가레코드 - 포맷 : LP, CD, 디지털 다운로드                |                |        |
| 파도  | - 발매일 : 2017년 9월 26일 - 레이블 : 붕가붕가레코드 - 포맷 : 디지털 다운로드                        |                |        |
| 집에  | - 발매일 : 2019년 10월 4일 - 레이블 : 붕가붕가레코드, 매직스트로베리 사운드 - 포맷 : 디지털 다운로드 |                |        |
| 난춘  | - 발매일 : 2020년 5월 10일 - 레이블 : 매직스트로베리 사운드 - 포맷 : 디지털 다운로드                 |                |        |
| 자유  | - 발매일 : 2021년 2월 5일 - 레이블 : 매직 스트로베리 사운드 - 포맷 : 디지털 다운로드                 |                |        |

## 수상 내역
- 2016 신한카드 펜타루키즈 은상
- 2018 제15회 한국대중음악상 올해의 신인
- 2018 제15회 한국대중음악상 최우수 록 노래
- 2020 피치포크 올해의 록 앨범 35선[5]

## 공연
- 살롱 노마드 Stand Up (2016.02.17)
- 2016 지산 밸리록 뮤직 앤드 아츠 페스티벌 (2016.07.21)
- 새소년 프로독숀: 뜻밖의 만남 (2017.07.08)
- 새소년 1st showcase ssn#002 (2017.07.22)
- 새소년 & 알래프 (2017.08.27)
- ADOY 새소년 신해경 A.S.K (2017.09.22)
- 천안 인디뮤직씬 구축 프로젝트 Vol.1 (2017.11.04)
- 새소년 첫 ep 발매 단독 콘서트 여름깃 (2017.11.18)
- 그린플러그드 서울 페스티벌 2018 (2018.05.20)
- 새소년 단독 콘서트 SSN#009 (2018.12.30)
- 새소년 단독 콘서트 2020/NEON (2019.12.07)
- re-union 콘서트 (2020.10.31)
- 새소년 단독 콘서트 SE SO NEON 2022 LIVE (2022.02.25)
- 새소년 Hello, World! 2023 (2023.01.28)